# Татевосян, Ашот Генрикович
Ашот Генрикович Татевосян, творческий псевдоним Татев (род. 11 ноября 1962 года) — российский и армянский художник, скульптор, архитектор, член-корреспондент РАХ (2021).

## Биография
Родился 11 ноября 1962 года, живёт и работает в Москве.
Образование: Ереванское художественное училище имени П. Терлемезяна, специальность — художник-оформитель, Харьковский художественно промышленный институт, специальность — интерьер-оборудование, Ереванский художественно-театральный институт, специальность — декоративно-прикладное искусство, Межрегиональный институт подготовки кадров, специальность — реставрация и реконструкция архитектурного наследия, Академия ДПО-Промышленное и гражданское строительство, специальность — инженер-строитель, Московская академия народного хозяйства и государственной службы, специальность — архитектор, бизнес Академия МБА СИТИ, специальность — архитектор-реставратор.
С 2001 года — член Творческого союза художников России, с 2002 года — член Союза художников Республики Армения, с 2017 года — член Союза архитекторов России, с 2017 года — член Союза московских архитекторов, с 2018 года — член член Союза художников Эстонии, с 2021 года — член Русского географического общества, с 2021 года — член Российского военно-исторического общества.
С 2022 года — профессор архитектуры Мурманского государственного технического университета.
Член правления Союза художников Республики Армения, председатель попечительского совета Всеармянского фонда культуры «Национальное достояние», советник посла Республики Армения в России по вопросам культуры и искусства, член комиссии по межнациональным вопросам Ленинского района Московской области.
В 2021 году — избран членом-корреспондентом Российской академии художеств от Отделения живописи.

## Творческая деятельность

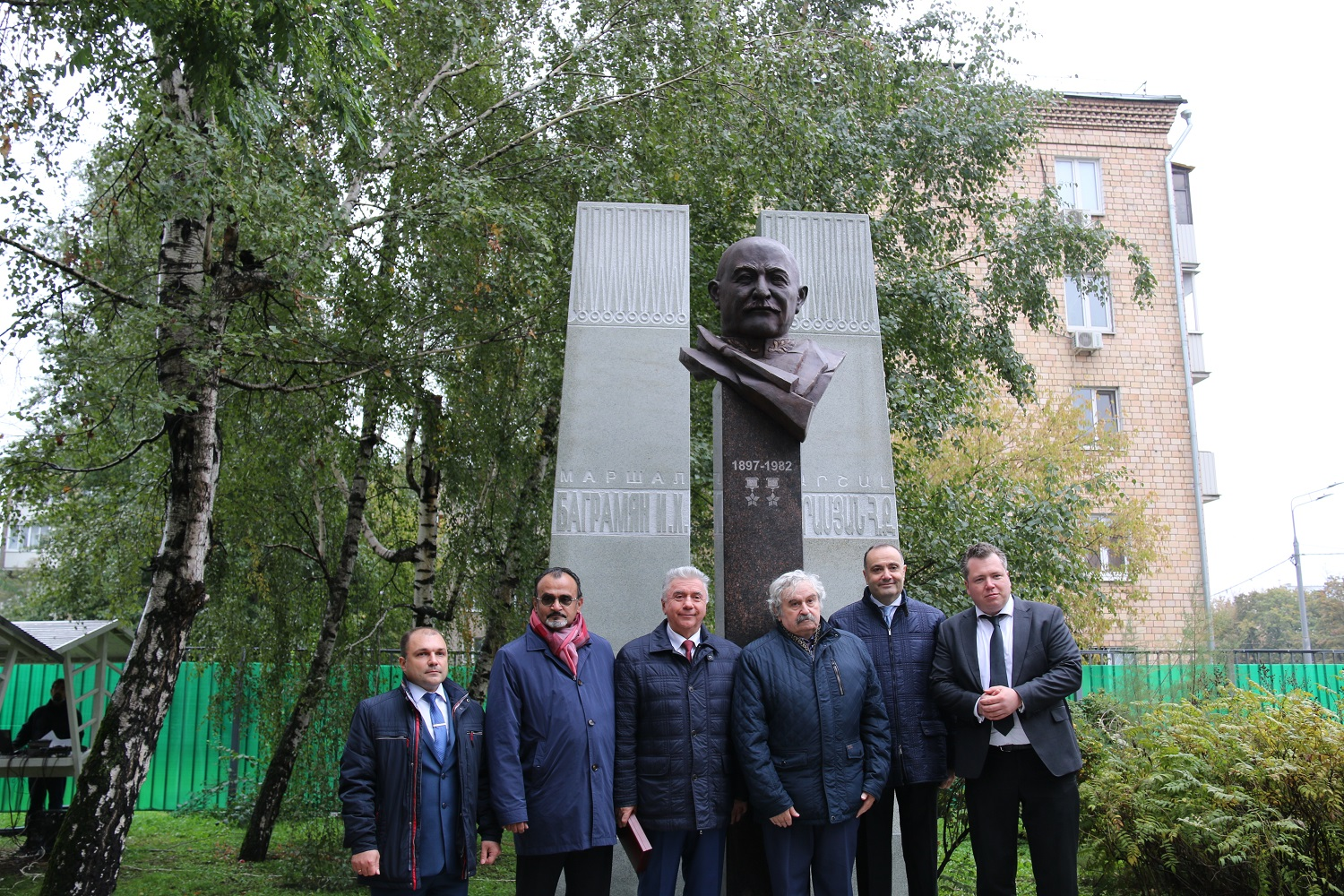
Открытие памятника Маршаллу Советского Союза И. Х. Баграмяну возле московской школы № 481, 2021 год. Ашот Татевосян - второй слева.

Автор многочисленных арт-проектов, фотопроектов, инсталляций, эскизов к фильмам и театральным постановкам, а также архитектурных, дизайнерских и реставрационных проектов в России, Армении, Казахстане, Ираке, Франции, Украине.
Основные произведения
- работы в области живописи: серии «39 портретов Граната», «Осенние ноктюрны», «Солнечные Люди», «Мои Солнца»;
- работы в области графики: серия портретов выдающихся деятелей культуры России и Армении;
- работы в области монументальной скульптуры: бронзовые бюсты маршалов Советского Союза Ивана Баграмяна и Амазаспа Бабаджаняна в Музее Победы в Москве, мемориальная доска живописцу Мартиросу Сарьяну в Москве, архитектурно-скульптурная композиция «Маршал двух народов Баграмян» в Москве.

Произведения находятся в собраниях Дома-музея Фрунзика Мкртчана (Гюмри, Армения), Музея Ованеса Туманяна (Ереван, Армения),  Музея Русского искусства (Ереван, Армения), Картинной галереи Степанакерт (Армения), Музея Великой Отечественной Войны (Москва), музей Военной академии Генерального штаба ВС РФ (Москва).
Участник ежегодных выставок в Москве, Мурманске, Ереване, Гюмри, Степанакерте с 2000 года, в том числе персональных.

## Награды
- Благодарственные письма от Русской Православной церкви и от Армянской Апостольской церкви (2000—2022)
- Лауреат конкурса «Москомархитектуры» (2002, 2003)
- Почётная грамота за проявленное мужество при задержании опасных преступников Администрации Ленинского муниципального района (2013)
- Медаль «Маршал Баграмян» (2018)
- Почётная грамота Генерального штаба Министерства Обороны Российской Федерации (2018)
- Золотая медаль Лазаревых (Посольства Армении в России, 2019)
- «Grand Prix» Всемирного фестиваля культуры «World folk Vision 2019» (Саудовская Аравия, 2019)
- Почётная грамота за развитие культуры Московской области (2019—2022)
- Почётная грамота Министерства культуры Республики Армения (2019)
- Орден «Серебряный Крест» Союза армян России (2020)
- Почётная грамота Посольства Армении в России [1](2021)